# Áreas protegidas de Sierra Leona

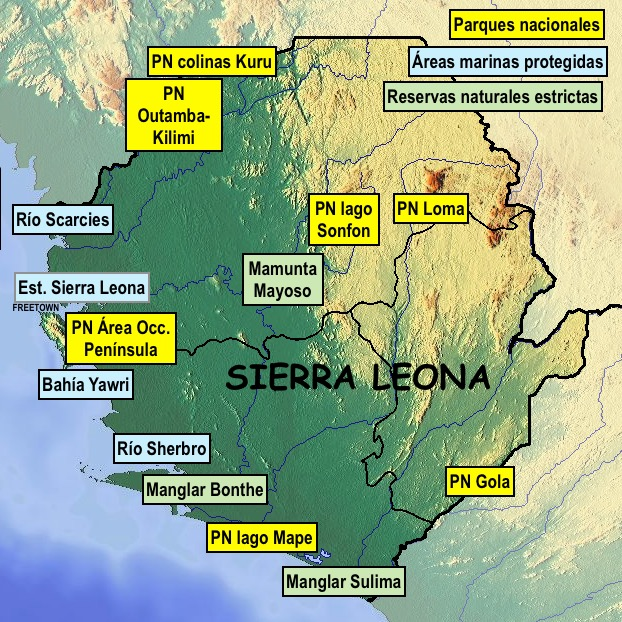
Áreas protegidas de Sierra Leona

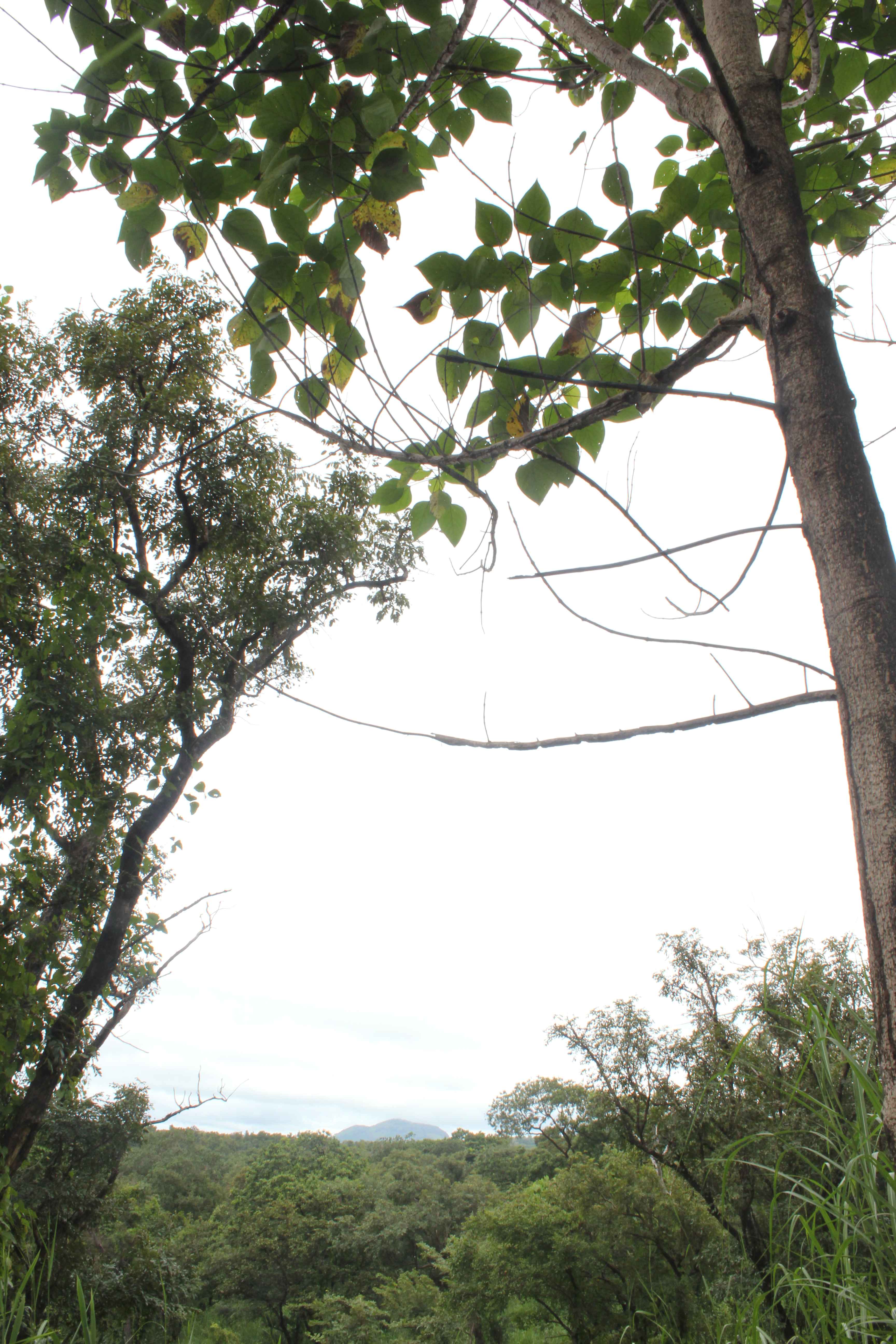
Montañas Outamba, en Sierra Leona

En Sierra Leona hay 50 áreas protegidas que cubren una extensión de 6.825 km², el 9,39% del territorio (72.709 km²), y 863 km² de áreas marinas, el 0,54% de los 160.453 km² que pertenecen al país. Hay 8 parques nacionales, 29 reservas forestales, 3 reservas naturales estrictas,1 reserva de caza, 3 reservas forestales de caza, 1 santuario de caza y 4 áreas marinas protegidas. Además, hay 1 sitio Ramsar.

## Parques nacionales
- Parque nacional del bosque lluvioso de Gola, 710 km². Reúne varias reservas protegidas de la zona de Gola y se une al Parque nacional del Bosque de Gola, de Liberia, para crear una gran zona protegida, que alberga animales amenazados como el elefante africano de bosque, el hipopótamo pigmeo, el duiker de Jentink, el duiker cebra, la mangosta liberiana, el cercopiteco diana, el mangabey gris, el colobo rojo occidental y el chimpancé occidental.[2] Se han encontrado 327 especies de aves, entre las que destacan el picatartes cuelliblanco, el cárabo pescador rojizo, la pintada pechiblanca y el malimbo de gola.[3]

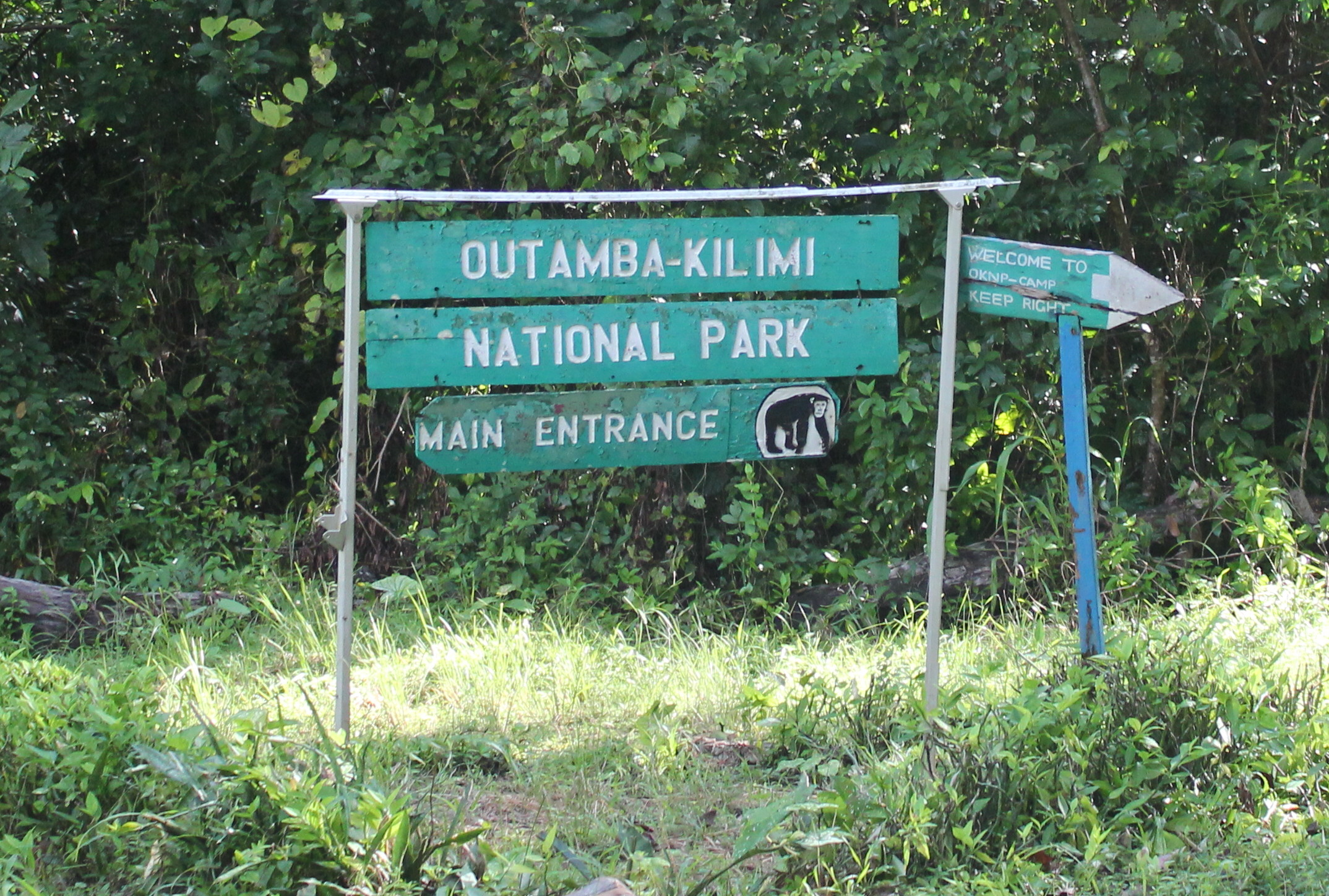
Entrada al Parque nacional de Outamba-Kilimi.

- Parque nacional de Outamba-Kilimi. Creado en 1995 con dos áreas separadas por un corredor de 20 km de anchura que a veces se consideran por separado. El parque nacional de Outamba tiene 741 km², y el Parque nacional de Kilimi, 368 km². La vegetación consiste en bosque bajo y sabana arbolada con corredores herbáceos, bosque cerrado y bosques de galería, usados por los elefantes para su migración. Hay nueve especies de primates, además de elefantes, hipopótamos, leopardos, búfalos, duikers y antílope almizclero enano de agua. En 1994 se contabilizaron 220 especies de aves.[4]

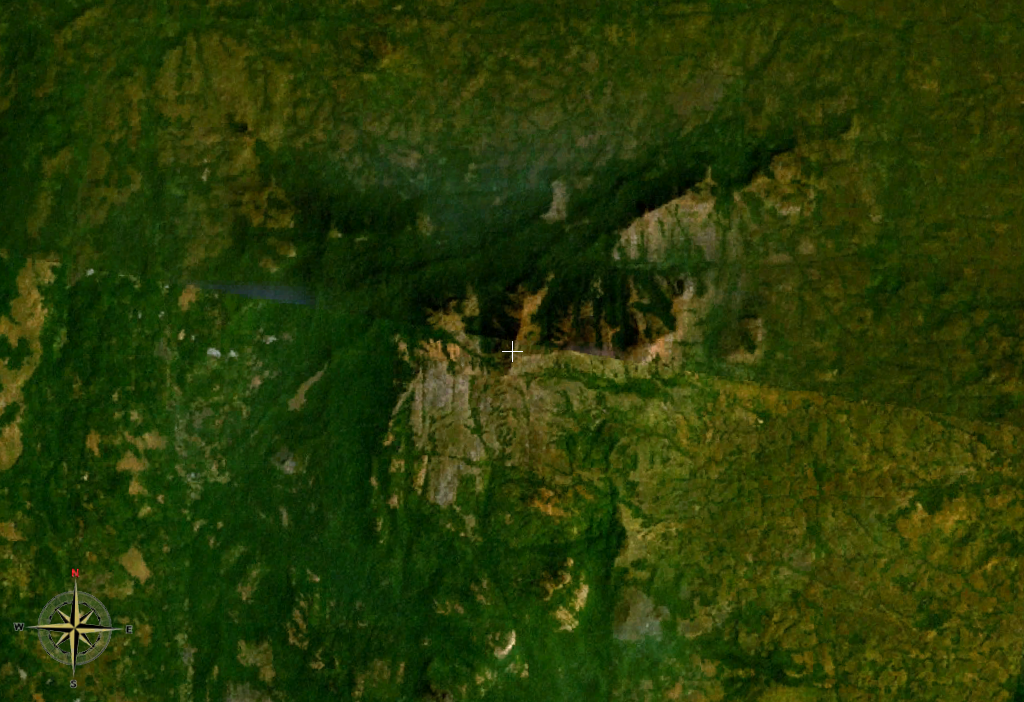
Montañas Loma, en el nordeste de Sierra Leona

- Parque nacional de las montañas Loma, 332 km². Situado al este de Sierra Leona, cerca de Guinea y en las montañas Loma, fue declarado reserva de caza en 1972 y parque nacional en 2012. Alberga más de 182 especies de mamíferos, entre los que destacan los chimpancés, de los que hay más de un millar, la mayor reserva de África Occidental, centrada en el Tacugama Chimpanzee Sanctuary (TCS).[5] Hay elefantes, jirafas, hipopótamos enanos, cerca de cuatrocientas especies de aves y 36 especies de anfibios. El parque consiste principalmente en bosque tropical lluvioso. Por debajo de 1000 m, al este y norte, hay una mezcla de sabana arbolada y sabana de hierba elefante. En las zonas altas, el bosque submontano y seco se mezcla con las praderas de montaña.[6]

- Parque nacional de las colinas Kuru, 70 km². En el extremo norte de Sierra Leona, se creó en 1955 como área forestal protegida, y se convirtió en parque nacional en julio de 2019.

- Parque nacional del lago Sonfon, 52 km². El lago Sonfon es un lago de montaña en Diang, al norte de Sierra Leona. Está a una altitud de 549 m y tiene una profundidad máxima de 8 m.  En las rocas aluviales del lago se encontró oro y llegaron a trabajar en la zona 15.000 mineros. Actualmente , en el lago hay unas 105 especies de aves que incluyen el estornino esmeralda, la estrilda de Dybowski, el suimanga espléndido, el estrilda aliamarilla y la golondrina alipinta. En el lago vive el hipopótamo enano, el duiker negro y el duiker de Maxwell. En la estación seca, el lago se cubre de vegetación, las colinas que lo rodean están cubiertas de bosque, sabana arbolada, pastizales y granjas.[7]
- Parque nacional de lago Mape, 75 km²
- Parque nacional del Área Occidental Península, 183 km2. Reserva forestal desde 1916, se convierte en parque nacional en 2012. Es el bosque cerrado semi-caduco más occidental de Sierra Leona. Está propuesto como patrimonio de la humanidad porque el bosque es virgen en un 40 por ciento. Tiene una importancia cultural relacionada con el fin de la esclavitud, ya que aquí desembarcaron 84.000 esclavos liberados entre 1808 y 1864. La zona alberga el Santuario de chimpancés de Tacugama, donde hay numerosos primates, entre ellos el chimpancé occidental, el colobo rojo, el colobo blanco y negro, el mangabey gris y el cercopiteco diana. También hay leopardos y duikers de Jentink, negros y de Maxwell. Hay al menos 316 especies de aves, entre ellas el bulbul coliverde y el picatartes cuelliblanco.[8]

## Reservas estrictas
- Reserva natural estricta de Mamunta-Mayoso, 20,7 km². Santuario de vida salvaje en el distrito de Tonkolili, en la provincia del Norte, en el centro de Sierra Leona. Es una de las pocas áreas del país que protege el cocodrilo enano, y es el hogar de unas 252 especies de aves. Las reserva o santuario se halla entre las ciudades de Magburaka y Yonibana. Alberga ocho especies de primates, entre ellos el chimpancé occidental y el colobo rojo.[9]
- Reserva natural estricta del manglar Sulima, 26 km². Cerca de la ciudad de Sulima, en el extremo sur de Sierra Leona, en el distrito de Pujehun, en la desembocadura del río Moa.
- Reserva natural estricta del manglar Bonthe, 998 km²

## Sitios Ramsar
- Estuario del río Sierra Leona, 2950 km², 08°37′N 13°03′W. Cerca de la península de Freetown, está dominado por manglares y tierras bajas en la parte norte. El estuario tiene una anchura de 11 km y forma un amplio puerto natural en el océano Atlántico. Aquí se encuentra el 19% de los manglares de Sierra Leona. Alberga al menos a ocho aves acuáticas amenazadas: el chorlitejo patinegro, el chorlitejo grande, el correlimos tridáctilo, el correlimos zarapitín, el zarapito trinador, el archibebe claro, el archibebe común y la garceta costera occidental. Las amenazas son el aclarado de la vegetación y la pesca insostenible. Quedan sin embargo, amplias zonas de manglar virgen apenas perturbado por la pesca tradicional y las prácticas agroforestales autosuficientes.[10]

## Reservas forestales exentas de caza

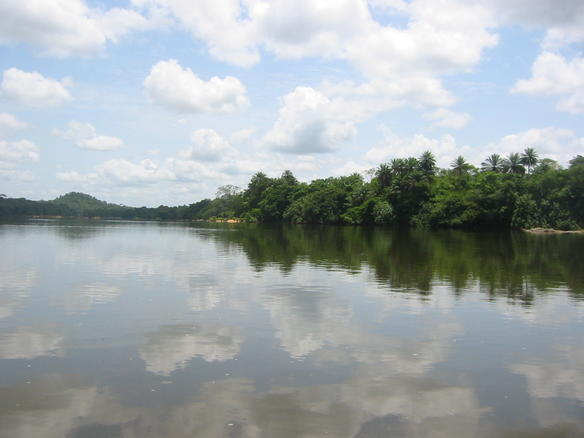
Isla Tiwai

- Santuario protegido de la isla Tiwai, 12 km². Se encuentra en el río Moa, en la provincia Sur, al oeste del Parque nacional del bosque lluvioso de Gola. A finales de 1970 la isla fue reconocida como un lugar especial para la conservación de la fauna silvestre. Los municipios de Barri y Koya, a los que pertenece, pidieron convertir la isla en un santuario de vida silvestre, lo que se concedió en 1987.[11] En 1991 la guerra civil en Sierra Leona cortó el apoyo financiero para Tiwai, hasta el fin de la guerra civil, en que investigadores y turistas regresaron a la isla. La isla, de 1.200 hectáreas, se eleva a entre 80 y 100 metros sobre el nivel del mar. El clima en la isla es tropical con una estación lluviosa entre mayo y octubre y una estación seca entre diciembre y marzo. La temperatura promedio es de 27 °C y las precipitaciones son de unos 3.000 mm al año. Hay unas 135 especies de aves, entre ellas 8 de bucerótidos o cálaos. También hay chimpancés e hipopótamos enanos.[12]
- Reserva forestal de Sankan Biriwa (colinas Tingi), 119 km². Fue establecida en 1947 en la parte nororiental montañosa de Sierra leona, cerca de la frontera con Guinea. El macizo de Sankan Biriwa tiene dos picos de poco más de 1800 m separados por una estrecha garganta. El más septentrional tiene 1850 m. Aquí nacen los afluentes de los ríos Sewa y Mano. La vegetación cosiste en un mosaico de bosque y sabana entre los 300 y los 900 m, sabana con matorrales entre 900 y 1650, ya en el altiplano, y pastizales de montaña por encima de 1600 m, con bosques de galería en los ríos por debajo de 900-1350 m.
- Reserva forestal del Área Occidental, 177 km²
- Reserva de Sewa-Waanje, 100 km²l. La cuenca de los ríos Sewa y Waanje (que viene paralelo a la costa desde el lago Mape) es una extensa llanura aluvial que acaba en el estuario de Sherbro. Es una importante zona agrícola en el sur de Sierra Leona.
- Reserva forestal de las colinas Kangari, 85 km². En el centro de Sierra Leona, es reserva forestal desde 1924, aunque algunas zonas han sido invadidas por las granjas y la minería. Es una de las pocas zonas del país donde se encuentra el elefante africano de bosque.

## Áreas marinas protegidas

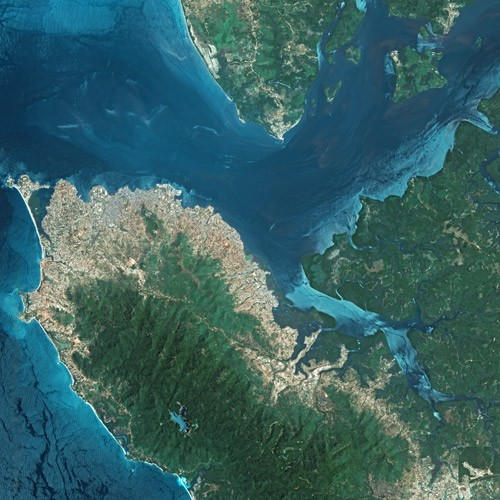
Estuario de Sierra Leona, también llamado río Sierra Leona.

- Estuario del río Scarcies, 102,4 km²
- Estuario del río Sierra Leona, 249 km². Manglares y bosques pantanosos. El estuario, de 2950 km2, se encuentra en el océano Atlántico, al oeste de Sierra Leona, en la desembocadura de los ríos Bankasoka y Rokel. Tiene entre 6 y 16 km de anchura y 40 km de longitud, Alberga los puertos de Queen Elizabeth II Quay (QE II Quay, muelle QE II) y Pepel. Es el mayor puerto natural de África. Incluye varias islas, incluyendo las de Tasso, Tombo, que pertenece a Guinea, y Bunce. El estuario separa Freetonwn, la capital de Sierra Leona, en ellado sur del puerto, del Aeropuerto Internacional de Lungi, el principal del país, al norte. El estuario es sitio Ramsar.
- Estuario del río Sherbro, 283 km²
- Estuario de la bahía Yawri, 196 km²